# Es Vedrà
Es Vedrà è un'isola minore appartenente all'arcipelago delle Isole Baleari, in Spagna. Essa si trova a circa 2 km a sud-ovest di Ibiza.

## Geografia
L'isola, la cui altitudine massima è di 382 metri, è una riserva naturale ed è disabitata.